# جوليا سويني
جوليا سويني (بالإنجليزية: Julia Sweeney)‏ هي مدونة وكاتبة سيناريو وممثلة أمريكية، ولدت في 10 أكتوبر 1959 في الولايات المتحدة. من الجوائز التي نالتها جائزة ريتشارد دوكينز سنة 2006.

## أعمال

### أفلام
- (1994) خيال رخيص[7][8]
- (1999) ستيوارت ليتل[9][10]
- (2000) بيتهوفن 3

### مسلسلات
- جوي

## جوائز
- جائزة ريتشارد دوكينز (2006)

## وصلات خارجية
- جوليا سويني على موقع IMDb (الإنجليزية)
- جوليا سويني على موقع ألو سيني (الفرنسية)
- جوليا سويني على موقع ميوزك برينز (الإنجليزية)
- جوليا سويني على موقع أول موفي (الإنجليزية)
- جوليا سويني على موقع قاعدة بيانات برودواي على الإنترنت (الإنجليزية)
- جوليا سويني على موقع قاعدة بيانات الأفلام السويدية (السويدية)
- جوليا سويني على موقع إن إن دي بي (الإنجليزية)
- جوليا سويني على موقع ديسكوغز (الإنجليزية)
- جوليا سويني على موقع قاعدة بيانات الفيلم (الإنجليزية)
- جوليا سويني على موقع كينوبويسك (الروسية)